# 4º Reggimento bersaglieri
(dal 'Flick Flock')
Il 4º Reggimento bersaglieri è stato un'unità militare del Regio Esercito che ha preso parte alle guerre risorgimentali alle guerre coloniali italiane e alle due guerre mondiali.

## Storia
Le origini del reggimento risalgono nel XXVI Battaglione costituito a Ravenna nell'agosto del 1859, che, per la valorosa condotta tenuta a Castelfidardo ricevette una Medaglia di bronzo al valor militare.
Il reggimento venne costituito il 31 dicembre 1861, sciolto nel 1864 e ricostituito il 31 dicembre del 1865 per rinumerazione del 6º reggimento, partecipando alla terza guerra d'indipendenza ed alla presa di Roma e successivamente ha fornito personale per le campagne di Eritrea, per il Corpo Internazionale in Cina e per la conquista della Libia. Nel corso della sua vita operativa il reggimento ha subito diverse trasformazioni ordinative finché venne formato il IV Battaglione ciclisti e nel maggio del 1912 vennero inviati a Rodi due suoi battaglioni che conseguirono una Medaglia di bronzo al valor militare per la condotta tenuta nel combattimento di Psitos.

All'entrata in guerra dell'Italia nel primo conflitto mondiale poiché il XXVI e il XXXI battaglione erano stanziati a Rodi, al 4º Reggimento bersaglieri venne assegnato dal deposito di Asti il XLIII battaglione che, rinominato XXVI bis, 

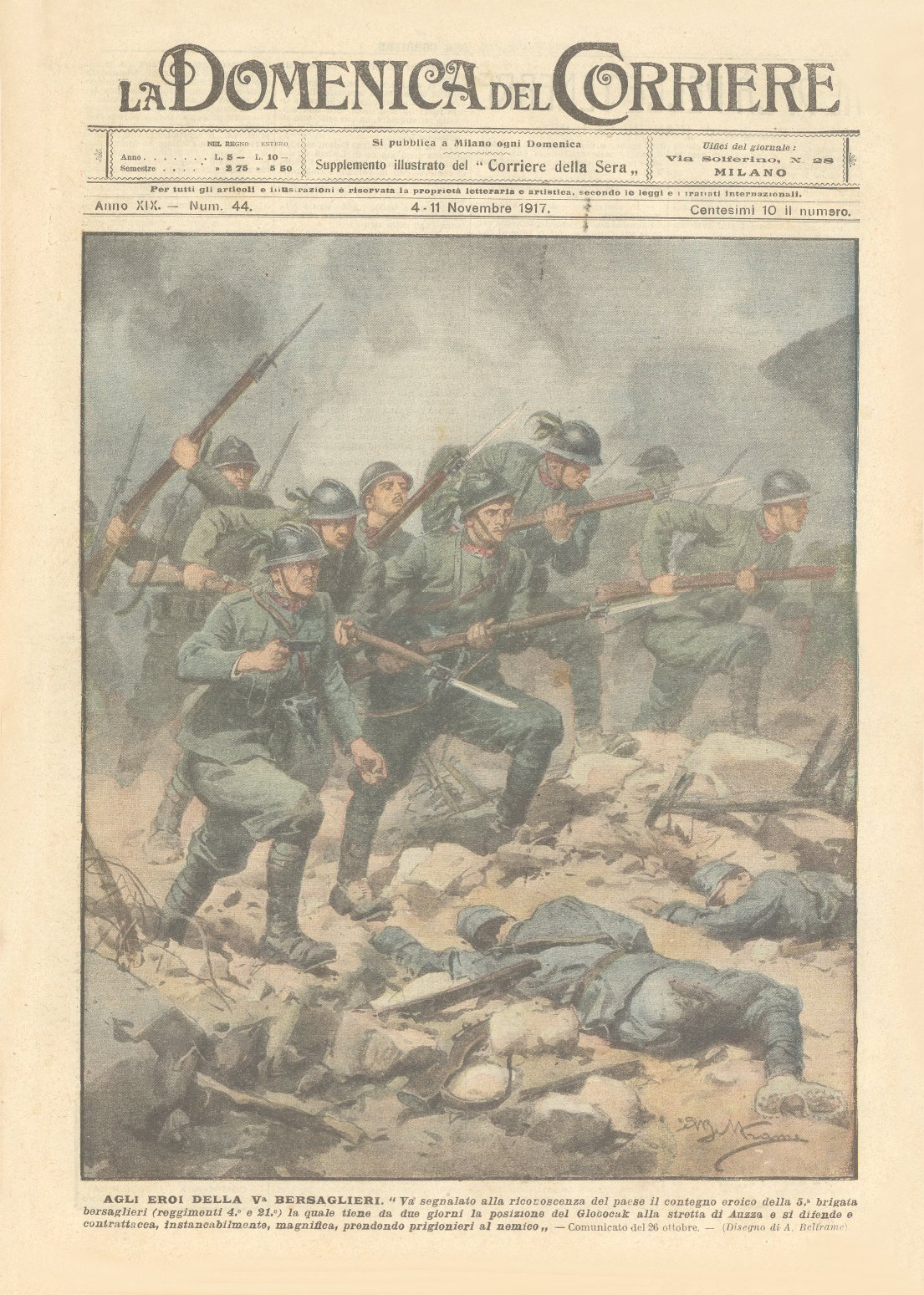
Agli eroi della V Bersaglieri (Reggimenti 4 e 21) che tiene da due giorni la posizione del Globočak alla stretta di Auzza.

 partecipò in sua vece alla Grande Guerra, ed il 25 ottobre 1917, a Globočak, venne decorato della Medaglia di Bronzo al Valor Militare per l'eroico comportamento tenuto sulla Bainsizza, mentre il suo IV Battaglione ciclisti a Monfalcone guadagnò una Medaglia d'argento al valor militare.
Avendo perduto quasi tutti i suoi effettivi il reggimento venne sciolto in zona di guerra il 9 dicembre 1917; il IV battaglione ciclisti, che il 2 novembre 1917 era passato alle dipendenze del Corpo d'armata speciale "Di Giorgio" prese parte alle operazioni fino alla fine del conflitto.
Nel corso del conflitto il reggimento ha combattuto sull'Isonzo, a Monfalcone, sulla Bainsizza, poi sul Piave e a Vittorio Veneto.
Ricostituito l'11 gennaio 1919 per trasformazione del 19º Reggimento bersaglieri, per effetto della circolare ministeriale n° 3.760 del 7 luglio 1924 viene tutto trasformato in ciclisti. L'11 marzo 1926, con la legge n° 396, il Reggimento viene costituito su Comando, Deposito e due Battaglioni, il XXVI e XIX.
Il reggimento prese parte alla campagna d'Etiopia del 1935-1936 con l'invio di complementi e con la costituzione di una Compagnia motociclisti.
All'entrata in guerra dell'Italia nel secondo conflitto mondiale, venne assegnato al Raggruppamento Celere della 4ª Armata e impegnato nella breve campagna contro la Francia nel giugno del 1940, per essere poi destinato a partire dal mese di novembre del 1940 sul fronte greco-albanese e in Jugoslavia fino all'8 settembre 1943, quando viene sciolto nella zona di Spalato in seguito allevicende che seguirono la firma dell'armistizio con gli alleati. Venne ricostituito il 1º febbraio 1944 con i battaglioni XIX e XXXIII assegnato al 1º Raggruppamento e passando poi alla I Brigata del Corpo Italiano di Liberazione.
Il 24 settembre del 1944 viene sciolto mantenendo in vita il Battaglione bersaglieri "Goito" che inquadrato nel reggimento fanteria speciale del Gruppo di Combattimento "Legnano" guadagnò una Medaglia d'argento al valor militare.
Sciolto alla fine della guerra, il reggimento non verrà più ricostituito.

## 26º Battaglione bersaglieri "Castelfidardo"

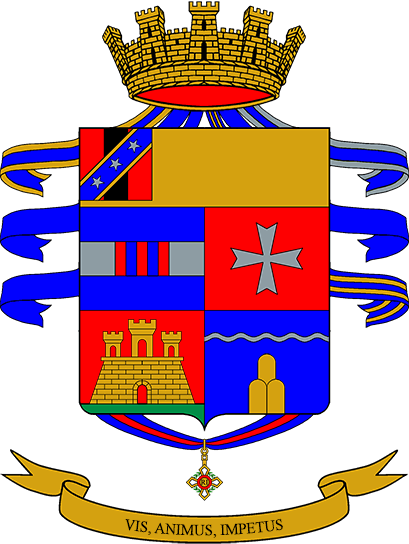
Stemma araldico del 26° Btg.Bers. "Castelfidardo"

Il 1º novembre 1975, sulla base del XII Battaglione del disciolto 8º Reggimento bersaglieri venne formato costituito a Pordenone il 26º Battaglione bersaglieri "Castelfidardo", inquadrato nell'8ª Brigata meccanizzata "Garibaldi" della Divisione corazzata "Ariete", al quale venne affidata la Bandiera di guerra del 4º Reggimento bersaglieri.
Nel 1976-77 ha partecipato, distinguendosi particolarmente, agli aiuti alla popolazione a seguito del grande terremoto del Friuli, per il quale ha meritato la Medaglia d'argento al valore dell'esercito.
Dopo aver prestato un reparto di formazione al 3º Battaglione bersaglieri "Cernaia", impegnato in Libano, venne sciolto il 29 maggio 1998 e la sua Bandiera versata al Vittoriano.

## 4º Reparto Comando e Supporti tattici "Bersaglieri"
Il 4 gennaio 2023 al Reparto Comando e Supporti tattici della Brigata bersaglieri "Garibaldi" è stata assegnata la bandiera di guerra del 4º reggimento bersaglieri.

## Stemma Araldico
Con Decreto del 2 ottobre 1976 (aggiornato in base a quanto disposto dallo SME con circolare 121 in data 9 febbraio 1987 - Giornale Ufficiale del 14 febbraio 1987) viene attribuito al 4º Reggimento Bersaglieri lo stemma araldico come di seguito descritto.

### Descrizione
- Scudo: inquartato;
  - il primo d'azzurro alla fascia d'argento caricata di un palo di rosso a due verghette d'azzurro;
  - il secondo di rosso alla croce biforcata di Rodi d'argento;
  - il terzo di rosso al castello d'oro merlato alla guelfa e torricellato di tre pezzi aperto e finestrato del campo, fondato su campagna di verde (Castelfidardo);
  - il quarto d'azzurro, a tre monti d'oro all'italiana sormontati da un fiume d'argento posto in fascia.
  - Il tutto abbassato ad un capo d'oro col quartier franco di rosso caricato da un palo di nero (Albania) e attraversato da una sbarra d'azzurro filettata d'oro caricata di tre stelle dello stesso.
- Corona turrita.
- Ornamenti:
  - Lista bifida: d'oro, svolazzante, collocata sotto la punta dello scudo, incurvata con concavità verso l'alto, riportante il motto: VIS, ANIMUS, IMPETUS.
  - Onorificenza: accollata alla punta dello scudo con l'insegna pendente al centro del nastro con i colori della stessa.
  - Nastri rappresentativi delle ricompense al Valore; annodati nella parte centrale non visibile della corona turrita, scendenti svolazzanti in sbarra ed in banda dal punto predetto, passando dietro la parte superiore dello scudo.

### Sintesi Blasonatura
- 1° Quarto: simbologia a ricordo della partecipazione alla Guerra di Liberazione.
- 2° Quarto: riferito alla presenza nell'isola di Rodi del XXIX Battaglione nel maggio 1912 ove meritò una Medaglia di Bronzo al Valor Militare.
- 3° Quarto: Arme di Castelfidardo, città con la quale il reggimento ha un legame storico per la Medaglia di Bronzo al Valor Militare concessa al XXVI Battaglione, ivi distintosi nell'ottobre 1860.
- 4° Quarto: Vi sono rappresentati araldicamente il fiume Isonzo e le doline del Carso, che ricordano la gloria militare acquistata dal 4º Reggimento nella prima guerra mondiale.
- Il capo d'oro simboleggia la massima ricompensa al Valor Militare concessa al 4º Reggimento. Nel quartier franco i colori di Albania, ove il Reggimento meritò la Medaglia d'Oro al Valor Militare e dove cadde il Comandante Colonnello Guglielmo Scognamiglio, ricordato dalla striscia d'azzurro con le tre stelle.
- L'onorificenza posta sotto lo scudo simboleggia la massima ricompensa, riconosciuta al 4º Reggimento come Arma di Fanteria, dell'Ordine Militare d'Italia per la prima guerra mondiale.

## Insegne e Simboli

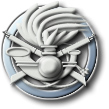
Fregio dei Bersaglieri dell'Esercito Italiano

- Il Reggimento indossa il fregio dei Bersaglieri in metallo di colore oro: bomba da granatiere con fiamma a sette lingue, cornetta da cacciatore e due carabine intrecciate. A differenza dei trofei delle altre armi, dove la fiamma sale dritta, quella del Bersagliere è inclinata, fuggente, quasi a rappresentare la corsa, l'assalto… la vita e la generosità.
- Le mostrine del Reggimento sono le fiamme a due punte di colore cremisi; alla base della mostrina si trova la stella argentata a 5 punte bordata di nero, simbolo delle forze armate italiane.

## Festa del reggimento
- La festa del reggimento come per tutti i reggimenti bersaglieri, cade il 18 giugno, anniversario della costituzione della specialità (1836).

### Decorati
- Sottotenente medico Loris Annibaldi.[2]
- Sottotenente Sergio Massa.[3]
- Colonnello Aurelio Robino[4]